# Jason Pierre-Paul
Jason Pierre-Paul (Deerfield Beach, 28 febbraio 1989) è un giocatore di football americano statunitense che milita nel ruolo di defensive end nella National Football League (NFL). Fu scelto nel corso del primo giro (15º assoluto) del Draft NFL 2010 dai New York Giants. Al college ha giocato a football alla University of South Florida.

## Carriera

### New York Giants

#### Stagione 2010
Al draft NFL 2010, Pierre-Paul fu selezionato come 15ª scelta assoluta dai New York Giants e il 31 luglio 2010 firmò un contratto di 5 anni per 20,05 milioni di dollari di cui 11,629 milioni garantiti. Debuttò nella NFL il 12 settembre 2010 contro i Carolina Panthers indossando la maglia numero 90. Nella sua stagione da rookie disputò tutte le 16 partite, nessuna delle quali da titolare, con 24 placcaggi solitari e 4,5 sack.

#### Stagione 2011: vittoria del Super Bowl
Con gli infortuni che misero fuori causa i defensive end dei Giants, Osi Umenyiora e Justin Tuck, Pierre-Paul ricevette un significativo incremento del proprio minutaggio, comprese 12 presenze da titolare, nella sua seconda stagione in carriera. JPP guidò la squadra con 16,5 sack venendo selezionato per il suo primo Pro Bowl ed inserito nella formazione ideale della stagione. Jason si classificò quarto nella classifica per il premio di difensore dell'anno della NFL, vinto da Terrell Suggs dei Baltimore Ravens e fu votato al 24º posto nella NFL Top 100, l'annuale classifica dei migliori cento giocatori della stagione.
Nei playoff i Giants fecero fuori rispettivamente i Falcons, i campioni uscenti e favoritissimi Packers e nella finale della NFC i 49ers giungendo così a disputare il Super Bowl XLVI contro i New England Patriots. In quell'occasione, il padre di JPP, cieco da quando il figlio aveva soli otto mesi, assistette per la prima volta ad una partita di football del figlio. Il 5 febbraio 2012, i Giants superarono i Patriots 21-17 e JPP si laureò per la prima volta campione NFL.

#### Stagione 2012

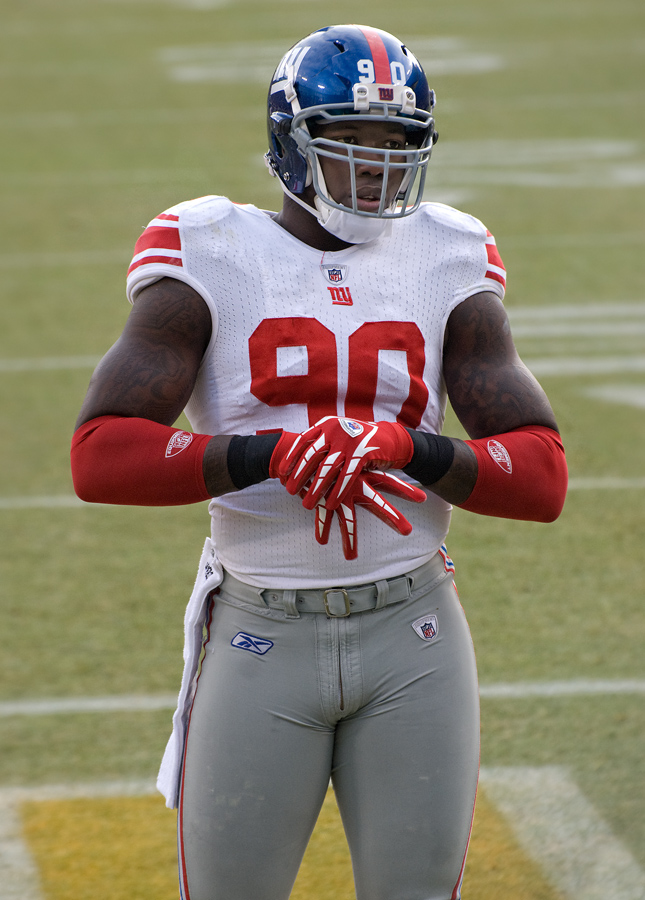
Pierre-Paul nel 2012

Il 5 settembre 2012, nella prima gara della nuova stagione, i Dallas Cowboys si vendicarono dei New York Giants campioni in carica che li avevano esclusi dalla corsa ai playoff l'annata precedente, vincendo 24-17 in trasferta. Pierre-Paul nella partita mise a segno tre tackle. Nel turno successivo, JPP guidò la squadra con otto tackle e un sack su Josh Freeman nella vittoria in rimonta dei Giants sui Tampa Bay Buccaneers. Nel Thursday Night Football della settimana 3 vinto contro i Carolina Panthers, Pierre-Paul mise a segno tre tackle e 0,5 sack su Cam Newton.
Nella sesta settimana, i Giants ottennero una importante vittoria contro i 49ers nella rivincita della finale della NFC dell'anno precedente con JPP che mise a segno due sack su Alex Smith. Un altro lo mise a referto su Robert Griffin III e forzò un fumble nella vittoria della settimana 7 sui Redskins.
Nella settimana 8, nella vittoria in casa dei Cowboys, JPP giocò una gara spettacolare mettendo a segno 4 tackle, un sack e il primo intercetto in carriera che ritornò per 23 yard segnando il primo touchdown della carriera.
Il 26 dicembre, Jason fu convocato per il secondo Pro Bowl in carriera come titolare della NFC. A fine anno fu classificato al numero 55 nella classifica dei migliori cento giocatori della stagione.

#### Stagione 2013
Nella settimana 1, i Giants persero per la prima volta contro i Cowboys all'AT&T Stadium dalla sua inaugurazione nel 2009 con JPP che mise a referto un sack su Tony Romo. Nella settimana 11 mise a segno uno spettacolare intercetto su Scott Tolzien dei Packers ritornandolo per 24 yard in touchdown e assicurando la quarta vittoria consecutiva della sua squadra, dopo che questa aveva perso tutte le prime sei gare della stagione. Per questa prestazione fu premiato per la terza volta in carriera come miglior difensore della NFC della settimana. La stagione travagliata dagli infortuni del giocatore si concluse con tre gare di anticipo quando, all'alba della gara della settimana 15 contro i Seattle Seahawks, fu annunciato che per un infortunio alla spalla sinistra non sarebbe più sceso in campo nel 2013. Chiuse con undici presenze, sei delle quali come titolare, con 27 tackle, 2,0 sack e un intercetto.

#### Stagione 2014
Nella settimana 2 del 2014, Pierre-Paul fece registrare i primi 1,5 sack stagionali su Drew Stanton degli Arizona Cardinals. Altri due li mise a segno nella settimana 7 contro i Cowboys. La sua annata si chiuse disputando per la prima volta in carriera tutte le 16 gare stagionali come titolare, andando per la seconda volta in doppia cifra con i sack, 12,5, leader della squadra, oltre a 77 tackle e un primato personale di 3 fumble forzati.

#### Stagione 2015
Il 2 marzo 2015, i Giants applicarono su Pierre-Paul la franchise tag. Il 4 luglio sostenne un serio infortunio a una mano in un incidente con dei fuochi d'artificio in casa che gli causò l'amputazione del dito indice della mano destra. Rimase fuori dai campi di gioco per tutta la prima metà della stagione, tornando in campo nella settimana 9 contro i Tampa Bay Buccaneers indossando un guanto speciale. Terminò la stagione con un solo sack in otto presenze, tutte come titolare.

#### Stagione 2016
Divenuto free agent, nel marzo 2016 Pierre-Paul rinnovò per un'altra stagione con i Giants. Nel dodicesimo turno contro i Cleveland Browns raggiunse quota 50 sack in carriera facendone registrare tre contro i Cleveland Browns, di cui uno in cui strappò il pallone a Josh McCown ritornandolo per 43 yard in touchdown. Per questa prestazione venne premiato come miglior difensore della NFC della settimana.

#### Stagione 2017
Nella stagione 2017 i Giants persero tutte le prime cinque gare fino alla vittoria contro i Denver Broncos in cui Pierre-Paul guidò la propria difesa con 8 tackle, 3 sack e un fumble forzato.

### Tampa Bay Buccaneers
Il 22 marzo 2018, i Giants scambiarono Pierre-Paul con i Tampa Bay Buccaneers per una scelta del terzo giro del Draft NFL 2018 e lo scambio delle scelte del quarto giro. Nella prima stagione in Florida disputò tutte le 16 partite come titolare con 12,5 sack, il suo massimo dal 2014.
Il 16 marzo 2020, Pierre-Paul firmò con i Buccaneers un rinnovo biennale del valore di 27 milioni di dollari. Nella settimana 10 fece registrare un intercetto su Teddy Bridgewater nella vittoria sui Carolina Panthers. A fine stagione fu convocato per il suo terzo Pro Bowl (non disputato a causa della pandemia di COVID-19), la sua prima selezione dal 2012, dopo avere messo a segno 9,5 sack. Altri due sack li fece registrare su Aaron Rodgers nella finale della NFC vinta contro i Green Bay Packers numero 1 del tabellone che qualificò i Buccaneers al Super Bowl LV. Il 7 febbraio 2021, contro i Kansas City Chiefs campioni in carica, partì come titolare nella vittoria per 31-9, conquistando il suo secondo titolo. Nella finalissima fece registrare 3 placcaggi.

### Baltimore Ravens
Il 26 settembre 2022 Pierre-Paul firmò un contratto di un anno con i Baltimore Ravens. Con essi disputò 14 partite, di cui 13 come titolare, con 26 placcaggi e 3 sack.

## Palmarès

### Franchigia
- Super Bowl : 2

New York Giants: XLVI
Tampa Bay Buccaneers: LV
- National Football Conference Championship: 2

New York Giants: 2011
Tampa Bay Buccaneers: 2020

### Individuale
- Convocazioni al Pro Bowl: 3

2011, 2012, 2020
- First-Team All-Pro: 1

2011
- Difensore del mese della NFC: 1

dicembre 2011
- Difensore della settimana della NFC: 4

14ª del 2011, 11ª del 2013, 12ª del 2016

## Statistiche
Stagione regolare
| Anno     | Squadra  | Gare | Gare | Tackle | Tackle | Tackle | Tackle | Intercetti | Intercetti | Intercetti | Intercetti | Intercetti | Intercetti | Fumble | Fumble |
| Anno     | Squadra  | P    | PT   | Tot    | Sol    | SAck   | Saf    | Int        | Yard       | Media      | Max        | TD         | PD         | FF     |        |
| -------- | -------- | ---- | ---- | ------ | ------ | ------ | ------ | ---------- | ---------- | ---------- | ---------- | ---------- | ---------- | ------ | ------ |
| 2010     | NYG      | 16   | 0    | 30     | 24     | 4.5    | 0      | -          | -          | -          | -          | -          | 6          | 2      |        |
| 2011     | NYG      | 16   | 12   | 93     | 72     | 16.5   | 1      | -          | -          | -          | -          | -          | 7          | 2      |        |
| 2012     | NYG      | 16   | 15   | 66     | 43     | 6.5    | 0      | 1          | 28         | 28         | 28         | 1          | 5          | 1      |        |
| 2013     | NYG      | 16   | 6    | 27     | 20     | 2.0    | 0      | 1          | 24         | 24         | 24         | 1          | 4          | 0      |        |
| 2014     | NYG      | 16   | 16   | 77     | 53     | 12.5   | 0      | -          | -          | -          | -          | -          | 6          | 3      |        |
| 2015     | NYG      | 8    | 8    | 26     | 21     | 1.0    | 0      | -          | -          | -          | -          | -          | 6          | 0      |        |
| 2016     | NYG      | 12   | 12   | 53     | 35     | 7.0    | 0      | -          | -          | -          | -          | 1          | 8          | 3      |        |
| 2017     | NYG      | 16   | 16   | 48     | 20     | 8.5    | 0      | -          | -          | -          | -          | 0          | 0          | 0      |        |
| Carriera | Carriera | 90   | 69   | 365    | 262    | 58.5   | 1      | 2          | 52         | 26         | 28         | 3          | 42         | 11     |        |

- Fonte:[32]